# جيوتيراو فوليه
الماهاتما جيوتيراو جوفيندراو فوليه (من مواليد 11 أبريل 1827، وتوفي في 28 نوفمبر 1890)، والمعروف أيضًا باسم جوتيبا فوليه، هو كاتب هندي من ماهاراشترا، وناشط اجتماعي ومفكر ومصلح اجتماعي مناهض للطبقية الاجتماعية. امتد عمل فوليه إلى العديد من المجالات بما في ذلك العمل على مناهضة النظام الطبقي وتحرر المرأة، وشكل مع أتباعه في 24 سبتمبر من عام 1873 «جمعية الساعين وارء الحقيقة» التي حملت على عاتقها مهمة تحقيق المساواة الحقوقية بين الناس المنتمين إلى الطبقات الدنيا. تسمح الجمعية لجميع الأشخاص من مختلف الأديان والطوائف بالانتساب لها، وعملت بشكلٍ أساسي على النهوض بالطبقات المضطهدة. يُعتبر فوليه شخصيّة مهمة في حركة الإصلاح الاجتماعي في لاغرانج. كان فوليه، جنبًا إلى جنب مع زوجته سافيتريباي فوليه، من أهم روّاد تعليم المرأة في الهند، وعُرفا بشكل واسع بجهودهما المشتركة لتثقيف الرجال والنساء من الطبقة الدنيا. أنشأ فوليه أوّل مدرسة للبنات في مدينة بونه في عام 1848.

## نشأته
وُلد جيوتيراو فوليه في عام 1827 في عائلة تعمل في البستنة، من طبقة «شودرا فارنا» (أي طبقة العمال والخدم) وفقًا لنظام التصنيف الشعائري في الهندوسية. كان اللقب الأصلي للعائلة هو «غوريه» وتعود أصولها إلى قرية كاتاغون في المنطقة التي تعرف اليوم بمنطقة ساتارا في ولاية ماهاراشترا الهندية. كان جد فوليه يعمل كـ «شاوغيولا» إحدى الرتب المنخفضة من خدم القرية، لكنّه انتقل فيما بعد إلى قرية خانوادي في منطقة بيون التابعة لنفس الولاية. ازدهرت حياة الجد هناك، لكن ابنه الوحيد شتيبه، الذي كان يتمتع بذكاء منخفض، أهدر فيما بعد ما الثروة التي جمعه والده. انتقل شتيبه مع عائلته المؤلفة من زوجة وثلاثة أطفال إلى مدينة بونه باحثًا عن مصدر للدخل. عمل الصبيين في محل لبيع الزهور وتعلما معًا التجارة فيه، وأصبحا بعد فترة قصيرة معروفان في كفاءتهما العالية في زراعة وترتيب الزهور، وأُطلق عليهما في منطقة غورهي الهندية لقب »فوليه« بمعنى »رجل الأزهار«. أثار عملهما الذي قدماه للبيشوا الهندي باجي راو الثاني، من مفارشٍ الأزهار والعديد من السلع الأخرى الخاصة بطقوس ومراسم البلاط الملكي، إعجاب البيشوا، لدرجة أنّه منحهما أرضًا ذات 35 فدانًا (14 هكتارًا) على أساس نظام »إينام« (الذي يعفي أصحاب الأرض من دفع أي ضرائب). تآمر الأخ الأكبر للسيطرة على كامل العقار، تاركًا إخوته الصغار، بمن فيهم والد جيوتيراو فوليه «جوفيندراو»، للعمل بالزراعة وبيع الأزهار.
تزوّج جوفيندراو من فتاة اسمها «تشمناباي» ورُزق منها بولدين اثنين، كان جيوتيراو فوليه أصغرهم سنًا. توفّي الابن الأوّل «شمنابي» قبل أن يتمّ عامه الأوّل. سُحب جيوتيراو من المدرسة بعد التحاقه بالمدرسة الابتدائية لتعلم أساسيات القراءة والكتابة والحساب، وذلك لأّن المجتمع المنتمي لـ »طبقة مالي« لم يكن مهتمًا للتعليم، والتحق بعمل رجال عائلته في الزراعة حينًا وفي التجارة بالمحلات الصغيرة حينًا آخر. سمح جوفيندراو لابنه بالالتحاق بالمدرسة الاسكتلندية الثانوية المحلية بسبب ذكائه وحنكته. أكمل فول تعليمه في عام 1847 باللغة الإنكليزية. تزوّج –كما هي العادة في بيئته- عندما كان فتيًا بعمر الثالثة عشر من فتاة من نفس مجتمعه اختارها له والده.
كان حضور جيوتيراو فوليه لحفل زفاف صديقه البراهمي نقطة تحول في حياته، فقد شارك فوليه في موكب الزواج العرفي، الأمر الذي تسبب له بإحراج شديد إذ تعرض للتوبيخ من والديه وصديقه للقيام بذلك، فكان يتوجب عليه العزوف عن الحفل كونه من الطبقة الدنيا. أثر هذا الحادث بشكل كبير على فوليه وشكل عنده مشاعر سخط تجاه النظام الطبقي والظلم الذي يفرضه.

## النشاط الاجتماعي
قام فول في عام 1848 -عندما كان في الثالثة والعشرين من عمره- بزيارة لأول مدرسة خاصة بالبنات في ولاية أحمدنجر الهندية التي يديرها المبشرون المسيحيون. قرأ فوليه أيضاً في عام 1848 كتاب توماس باين الذي يحمل عنوان »حقوق الإنسان« الذي طوّر عنده شعورًا قويًا بالعدالة الاجتماعية. أدرك فوليه بعد قرائته للكتاب أنّ وضع الطبقات الدنيا والنساء في المجتمع الهندي حينها غير مناسب، وأن تعليم هذه الفئات هو أمر جوهري لتحررهم.
قام فوليه –في سبيل تحقيق غايته آنفة الذكر- وفي نفس العام بتعليم زوجته سافيتريباي القراءة والكتابة، ثم أنشأ الزوجان معًا أول مدرسة محليّة خاصة بالبنات في مدينة بونه. أشار فوليه في كتابه الذي حمل عنوان »العبودية (Gulamgiri) « إلى أنّ المدرسة الأولى كانت للفتيات المنتميات لطبقة براهمان والطبقات العليا الأخرى، في الوقت الذي أشار فيه كاتب سيرته الشخصية إلى أنّ المدرسة كانت للفتيات من الطبقات الدنيا. تعرض جيوتيراو وزوجته للنبذ من قبل العائلة والمجتمع، فقدّم لهما صديقهما عثمان شيخ وأخته فاطمة شيخ منزلهما للإقامة فيه، وساعداهما أيضًا في الانطلاق بإنشاء مدرستهما على الأراضي التي يمتلكانها. بدأ فوليه بعد ذلك بإنشاء عدد من المدارس للأطفال المنتمين للطبقات المنبوذة كالماهار، والمانغ. وصل، في عام 1852، عدد المدارس العاملة والتابعة لفوليه إلى ثلاثة، لكنّها توقفت جميعًا بحلول عام 1858. ألقت الكاتبة إليانور زيليوت، المختصة بالتاريخ الهندي، اللوم في إغلاق المدارس الثلاث إلى تراجع التبرعات الأوروبية الخاصة بعد تمرّد عام 1857 وسحب الدعم الحكومي لها، واستقالة جيوتيراو من لجنة إدارة المدرسة بعد خلاف حول المنهج المدرسي. دافع فوليه أيضًا عن حق الأرامل بالزواج، وأنشأ في عام 1863 دارًا للأرامل الحوامل لتلدن في مكان آمن وحصين. وأسس دارًا للأيتام في محاولة منه لتقليل معدل قنل المواليد. حاول فوليه محي وصمة العار الاجتماعية الملتصقة بالطبقات الدنيا من خلال فتح منزله لأفراد هذه الطبقات والسماح لهم باستخدام بئر الماء الخاص به.

### آراؤه المتعلقة بالدين والطبقات الاجتماعية
أعاد فوليه صياغة النظرية السائدة للغزو الآري للتاريخ، مقترحًا بأن الفاتحين الآريين للهند –الذين اعتبرهم أنصار النظرية متفوقين عرقيًا- كانوا في الحقيقة همجيين قامعين للسكان الأصليين. كان فوليه مؤمنًا بأنّهم وضعوا نظام الطبقات في محاولة منهم لتقسيم الهنود طبقيًا -الأمر الذي كفل سيادة القامعين البراهمينيّن- وإخضاعهم. رأى فوليه في الفتوحات الإسلامية اللاحقة لشبه القارة الهندية عمليات مماثلة، لكونها تمثّل نظام قمعٍ أجنبي، لكنًه وبنفس الوقت، تأثر بالبريطانيين الذين اعتبرهم مستنيرين نسبيًا وغير داعمين لنظام الطبقية الاجتماعية الذي حرّض عليه الغزاة السابقون وعملوا على إدامته. شكر فوليه في كتابه «الاستعباد» المبشرين المسيحيين والمستعمرين البريطانيين لتعريف الطبقات الدنيا على حقوق الإنسان وجعلها مدركة لحقّها في تحصيلها. كان هذا الكتاب، المتعلق بالمرأة والطبقية والإصلاح، مخصصًا للأشخاص الذين كانوا يعملون على إنهاء العبودية في الولايات المتحدة.
رأى فوليه في الإله الهندوسي «راما» -بطل الملحمة الشعرية الهندية القديمة التي تحمل اسم «رامايانا»- رمزًا للقمع الناتج عن الغزو الآري. بدأ فوليه انتقاده للنظام الطبقي من خلال الهجوم على الكتاب المقدس للديانة الهندوسية »الفيدا«، الذي يعتبر أهم النصوص الأساسية التي تعتمد الطبقة الهندوسية العليا عليها، واعتبره شكلًا من أشكال الوعي الزائف.
يعود الفضل في تقديم الكلمة الماراثية "Dalit" (التي تعني المكسورين أو المسحوقين) باعتبارها وصفًا لأولئك الذين لم يعطهم نظام فارنا الطبقي أي تصنيف إلى جيوتيراو فوليه. نُشر هذا المصطلح في وقت لاحق (في سبعينيات القرن العشرين) واعتُمد من قبل منظمة فهود الداليت.